# Meryta
Meryta ist eine Pflanzengattung innerhalb der Familie der Araliengewächse (Araliaceae). Die etwa 29 bis 37 Arten kommen auf einigen im westlichen und südlichen Pazifik gelegenen Inseln vor.

## Beschreibung

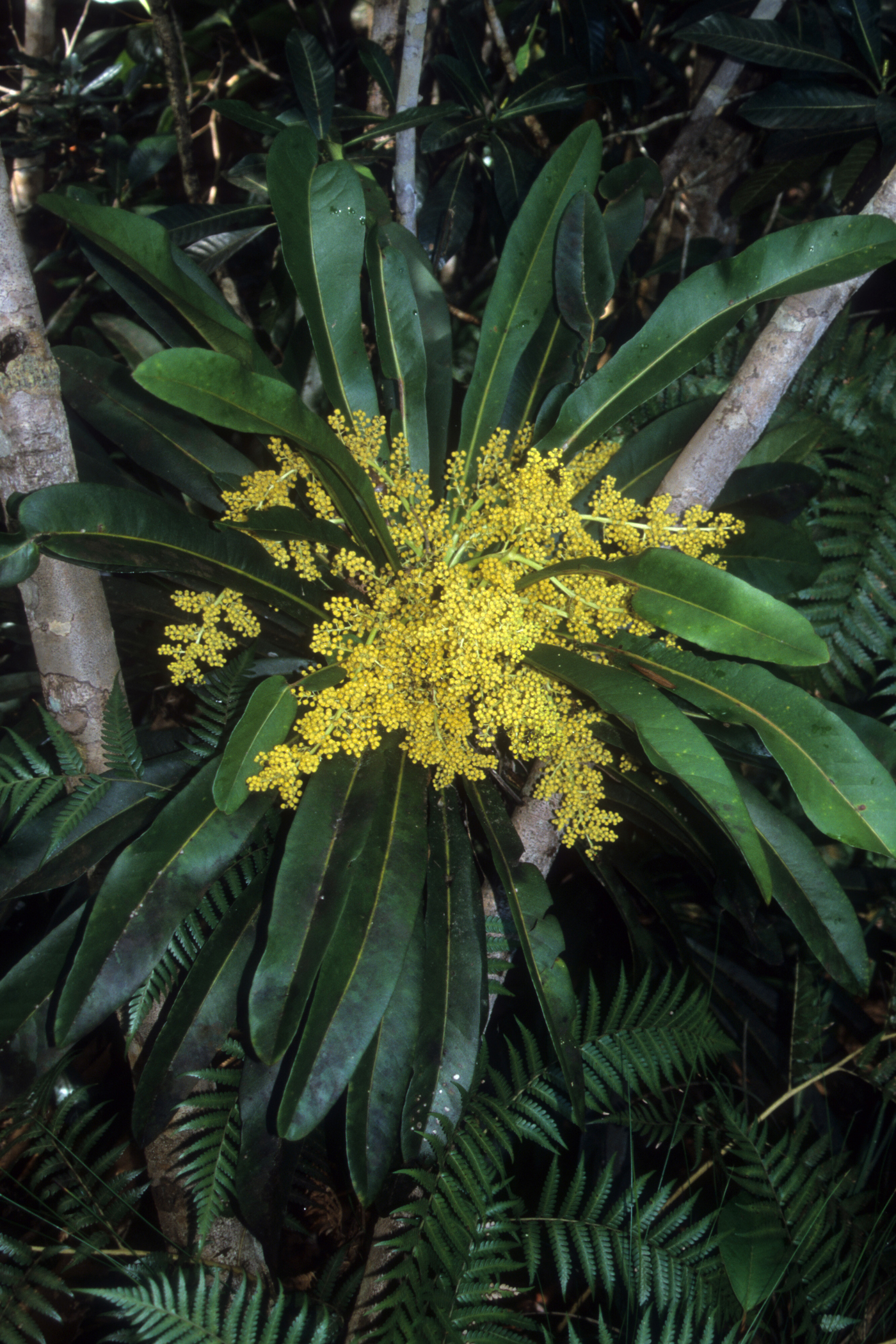
Laubblätter und Blütenstände von Meryta coriacea

### Vegetative Merkmale
Die Meryta-Arten wachsen als Sträucher oder Bäume. Die Stämme sind meist dick und sukkulent.
Die Laubblätter sind in Blattstiel und Blattspreite gegliedert. Die Blattstiele sind kurz. Die einfachen Blattspreiten sind meist ganzrandig.

### Blütenstände und Blüten
Die Meryta-Arten sind zweihäusig (diözisch) oder vielleicht selten einhäusig getrenntgeschlechtig (monözisch). In den traubigen oder rispigen Blütenstände stehen in mehreren köpfchenförmigen Teilblütenständen oder einzeln über einem Deckblatt ungestielte Blüten eng zusammen.
Die eingeschlechtigen Blüten sind vier- oder fünfzählig; es könnte auch sein, dass sie selten bis zu neunzählig sind. Die weiblichen Blüten sind größer als die männlichen. Die Kelchblätter sind verwachsen und der Kelch endet deutlich oder undeutlich in drei bis fünf Kelchzähnen. Die vier oder fünf, vielleicht selten auch bis zu neun Kronblätter überlappen sich nicht und bleiben relativ lange erhalten. Die meist vier oder fünf, vielleicht selten nur drei oder bis neun Staubblätter fehlen in den weiblichen Blüten oder sind dort steril. Die Staubfäden sind fadenförmig und die Staubbeutel sind eiförmig-länglich. Fünf bis zwölf Fruchtblätter sind zu einem fünf- bis zwölfkammerigen Fruchtknoten verwachsen. In den männlichen Blüten ist nur ein rudimentärer Fruchtknoten vorhanden oder er fehlt komplett. Die fünf bis zwölf freien Griffel ist meist zurück gebogen.

### Früchte und Samen
Die eiförmigen bis kugeligen oder am oberen Ende abgeflachten Steinfrüchte können seitlich miteinander verwachsen sein. Auf der Frucht bleibt der Griffel lange erhalten. Das Exokarp ist fleischig. Der Steinkern ist abgeflacht.

## Systematik und Verbreitung

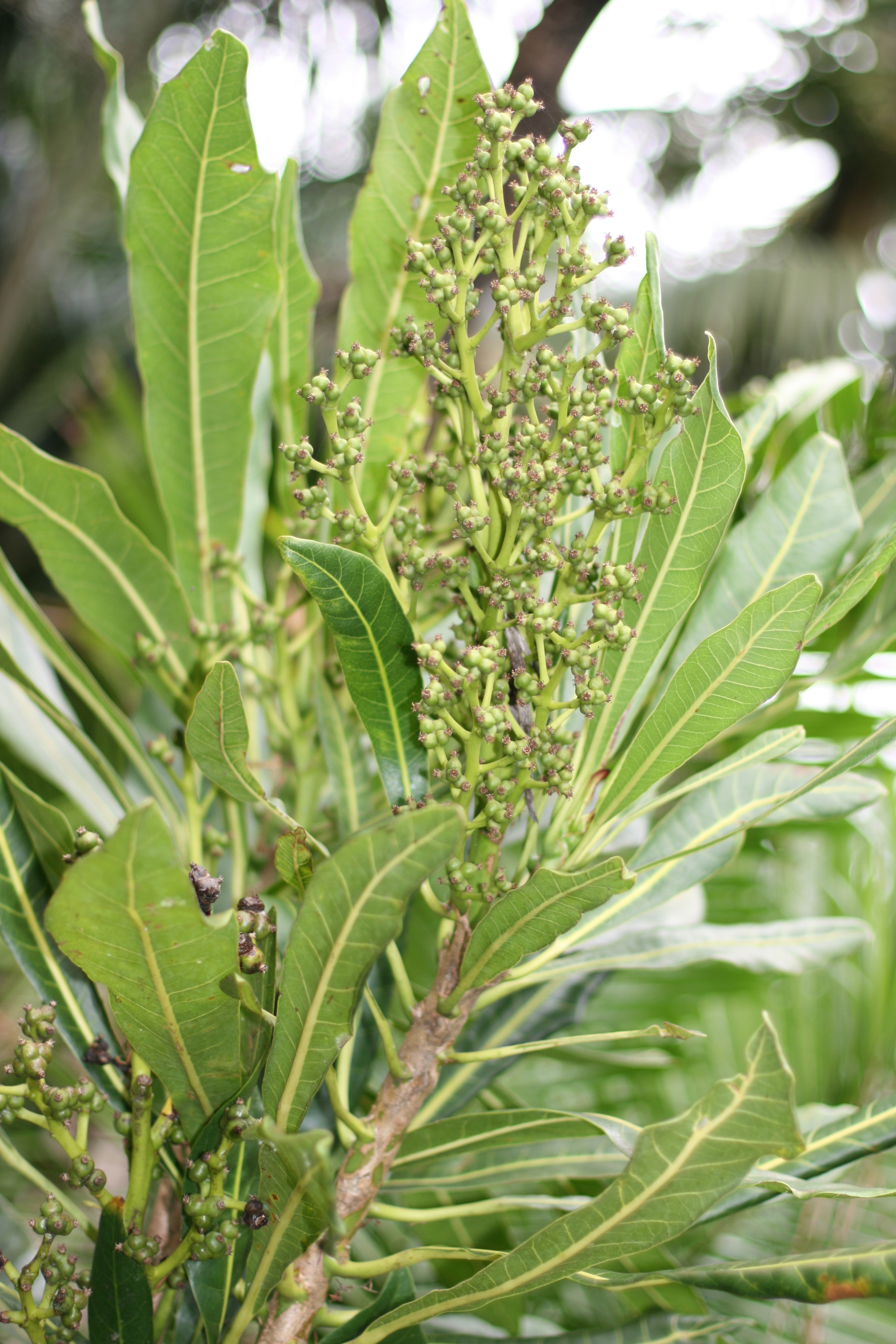
Fruchtstand von Meryta latifolia

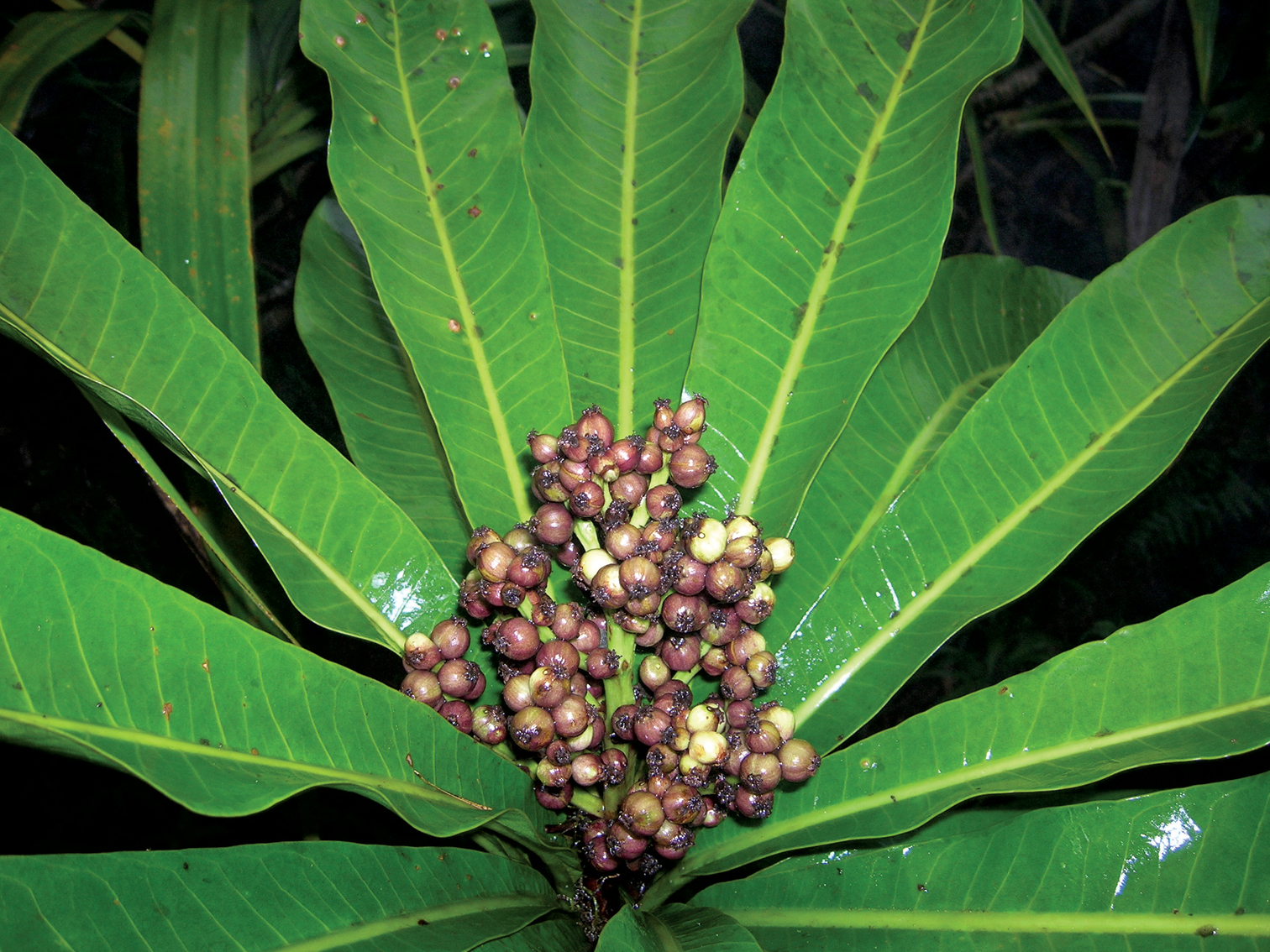
Früchte von Meryta pastoralis

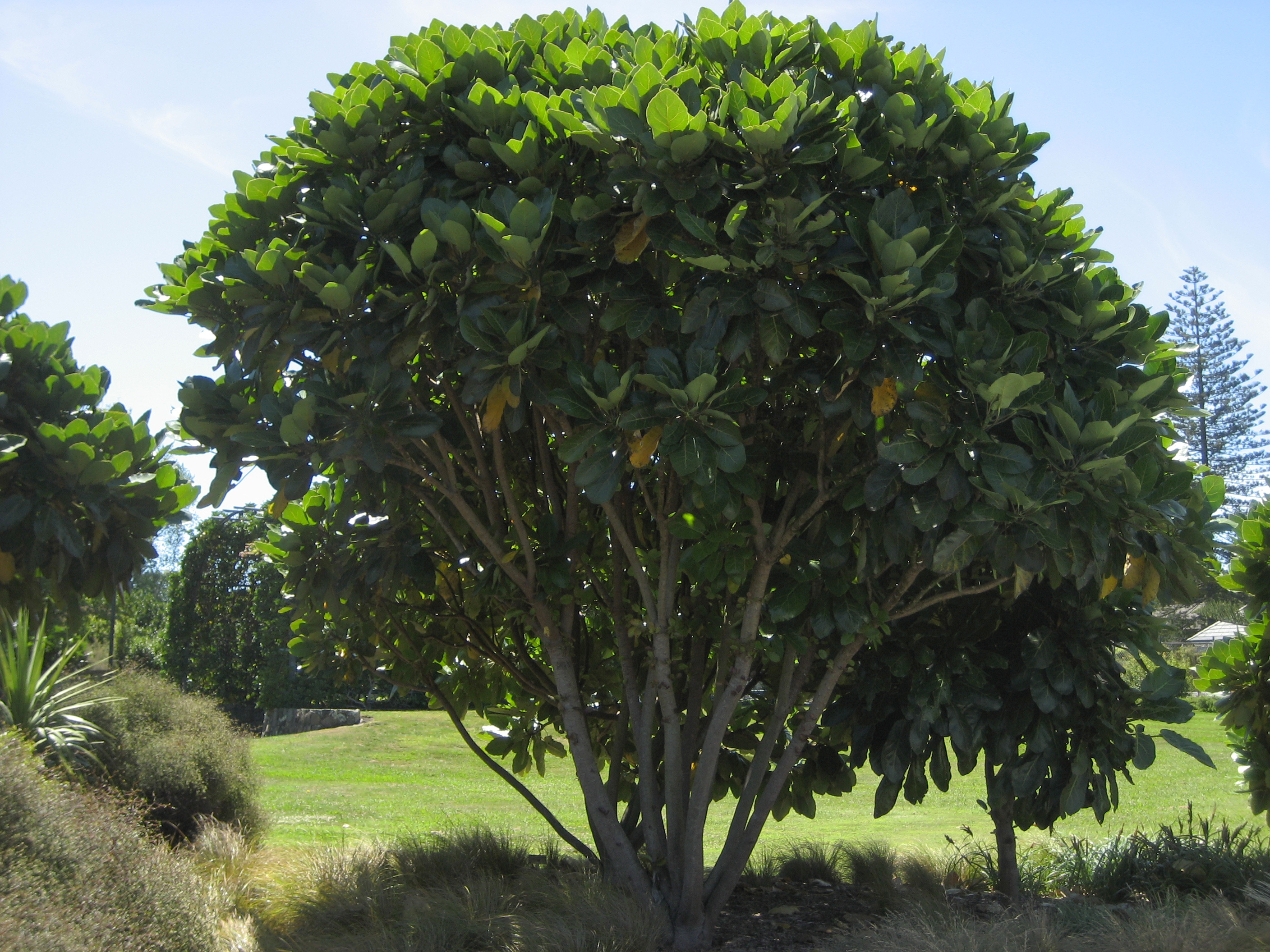
Habitus von Meryta sinclairii

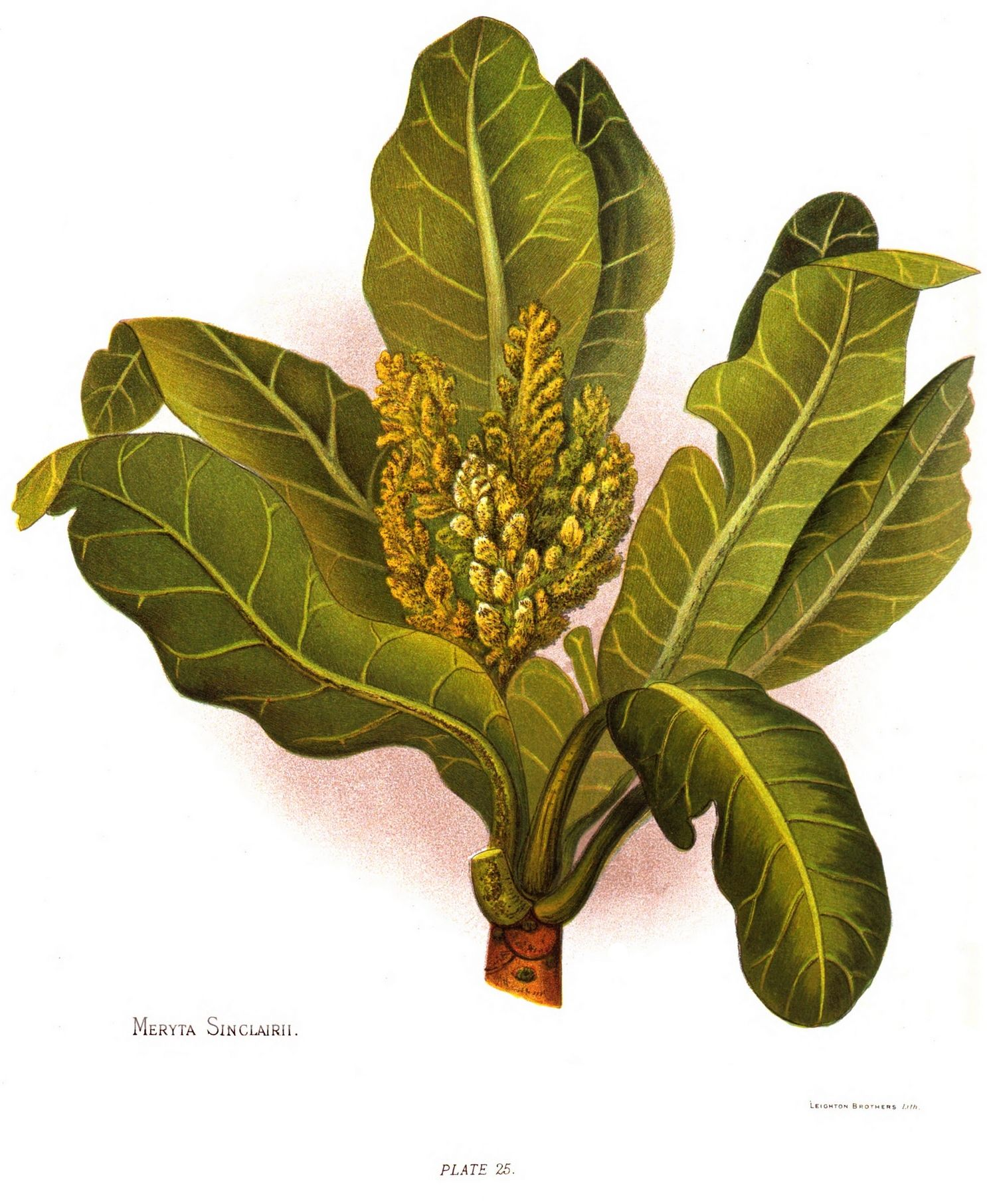
Illustration von Meryta sinclairii

Die Gattung Meryta wurde im Jahr 1775 von Johann Reinhold Forster und Georg Forster in Generum Plantarum: quas in itinere ad insulas maris Australis, collegerunt, descripserunt, delinearunt, annis 1772-1775 aufgestellt. Synonyme für Meryta J.R.Forst. & G.Forst. sind: Botryodendrum Endl., Botryomeryta J.R.Forst & G.Forst., Neara Sol. ex Seem., Schizomeryta R.Vig. sowie Strobilopanax R.Vig.
Die Gattung Meryta gehört zur Unterfamilie Aralioideae innerhalb der Familie der Araliengewächse (Araliaceae).
Das natürliche Verbreitungsgebiet der Meryta-Arten liegt auf einigen im westlichen und südlichen Pazifik gelegenen Inseln. Es erstreckt sich dort von Palau, Neuguinea, Neukaledonien, der Norfolkinsel und Neuseeland bis zu den Marquesas-Inseln und dem Tuamotu-Archipel. Neukaledonien stellt den Verbreitungsschwerpunkt der Gattung Meryta dar, da dort eine große Artenvielfalt vorherrscht.
Der Gattung Meryta werden rund 29 bis 37 Arten zugerechnet, wobei von diesen etwa zehn Arten noch nicht erstbeschrieben worden sind:
- Meryta angustifolia (Endl.) Seem.: Dieser Endemit kommt nur auf der Norfolkinsel vor.[3] Die Chromosomenzahl beträgt 2n = 48.[4]
- Meryta balansae Baill.: Sie kommt in Neukaledonien vor.[3]
- Meryta brachypoda Harms: Sie kommt auf den Austral-Inseln und auf den Pitcairninseln vor.[3]
- Meryta capitata Christoph.: Dieser Endemit kommt auf nur auf Samoa vor.[3]
- Meryta choristantha Harms: Sie kommt auf den Austral-Inseln vor.[3]
- Meryta coriacea Baill.: Sie kommt nur in Neukaledonien vor.[3]
- Meryta denhamii Seem.: Sie kommt nur in Neukaledonien vor.[3]
- Meryta drakeana Nadeaud: Dieser Endemit kommt nur auf Tahiti vor.[3]
- Meryta lanceolata J.R.Forst. & G.Forst.: Sie kommt auf Tahiti und auf Bora Bora vor.[3]
- Meryta latifolia (Endl.) Seem.: Dieser Endemit kommt nur auf der Norfolkinsel vor.[3] Die Chromosomenzahl beträgt 2n = 48.[4]
- Meryta lucida J.W.Moore: Sie kommt auf den Gesellschaftsinseln vor.[3]
- Meryta macrophylla (W.Rich ex A.Gray) Seem.: Dieser Endemit kommt nur auf Samoa vor.[3]
- Meryta malietoa P.A.Cox: Dieser Endemit kommt nur auf Samoa vor.[3]
- Meryta mauluulu P.A.Cox: Dieser Endemit kommt nur auf Samoa und auf Tonga vor.[3]
- Meryta mauruensis Nadeaud: Dieser Endemit kommt nur auf Tahiti vor.[3]
- Meryta neoebudica (Guillaumin) Harms: Sie kommt auf den Santa-Cruz-Inseln und auf Vanuatu vor.[3]
- Meryta oxylaena Baill.: Sie kommt nur in Neukaledonien vor.[3]
- Meryta pachycarpa Baill.: Sie kommt nur in Neukaledonien vor.[3]
- Meryta pandanicarpa Guillaumin: Sie kommt nur in Neukaledonien vor.[3]
- Meryta pastoralis F.Tronchet & Lowry: Dieser Endemit kommt nur auf den Marquesas vor.[3]
- Meryta pauciflora Hemsl ex Cheeseman: Dieser Endemit kommt nur auf Rarotonga vor.[3]
- Meryta raiateensis J.W.Moore: Dieser Endemit kommt nur auf Raiatea vor.[3]
- Meryta rivularis Lowry: Dieser Endemit kommt nur im nordöstlichen Neukaledonien vor.[3]
- Meryta salicifolia J.W.Moore: Dieser Endemit kommt nur auf Tahiti vor.[3]
- Meryta schizolaena Baill.: Sie kommt nur in Neukaledonien vor.[3]
- Meryta senfftiana Volkens: Sie kommt auf den Marianen und auf den Karolinen vor.[3]
- Meryta sinclairii (Hook. f.) Seem.: Sie kommt in Neuseeland auf den Three Kings Islands und den Hen and Chicken Islands vor.[3] Die Chromosomenzahl beträgt 2n = 48.[4]
- Meryta sonchifolia (Linden) Linden & André: Sie kommt nur in Neukaledonien vor.[3]
- Meryta tenuifolia A.C.Sm.: Dieser Endemit kommt nur auf Viti Levu vor.[3]